# 杜星垣
杜星垣（1914年2月—2011年3月22日），男，汉族，福建霞浦人，中华人民共和国政治人物。

## 生平
杜星垣是福建省霞浦县三沙镇人。二十年代初就读三沙中心小学。毕业后升入福建省立第三中学并于1930年毕业，1936年参加上海抗日救国青年团。同年毕业于上海大夏大学（今华东师范大学），曾参加上海地下革命工作。亦曾在省立福州乡村师范任过教员。1937年，杜星垣到延安，进入抗日军政大学。1938年9月，加入中国共产党。1941年6月起任中央统战部科员等职。1949年3月，任中国人民解放军第四野战军南下工作团三分团副政委，参加过华南战役。
中华人民共和国成立后，先后任第四野战军政治部宣传部副部长、部长，中南军区政治部宣传部部长。1953年9月起，先后任广州市委工业部部长、市委副书记。1958年2月，任第一机械工业部副部长。1960年9月，任国家经委副主任。1963年11月，任水利电力部副部长、党的核心小组副组长、党组副书记。1978年8月，任中共四川省委书记等职。1980年4月起，先后任国务院第一副秘书长，中央财经领导小组秘书长等职。1980年11月起，历任国务院机关党组书记、国务院秘书长。1983年6月，任中央财经领导小组成员兼秘书长。1985年4月，任中央财经领导小组顾问。中共十二届二中全会上增选为中共中央顾问委员会委员，中共十三大上继续当选中共中央顾问委员会委员。此外担任第五届全国人民代表大会代表。

## 轶事
2014年，华东师范大学档案馆发现了杜星垣的毕业证书，当时因抗日战争而未被领取。